# Aratinga jandaya
Il parrocchetto jandaya (Aratinga jandaya Gmelin, 1788) è un uccello della famiglia degli Psittacidi.

## Descrizione
Parrocchetto molto variopinto: testa e petto giallo oro, con mascherina facciale attorno agli occhi arancio vivo; dorso, ali e coda verdi; remiganti verdi con la punta blu e nera; anello perioftalmico bianco, iride marrone; becco e zampe nere. Nelle parti inferiori compaiono mescolati il giallo e un verde tenue. Ha taglia intorno ai 30 cm. I soggetti immaturi presentano una colorazione generale verde tenue con petto e addome rosso-arancio.

## Distribuzione
Questo pappagallo vive nel Brasile centro-orientale, nelle province di Alagoas, Pernambuco, Ceará, Maranhão, Piauí, e Goiás.

## Biologia

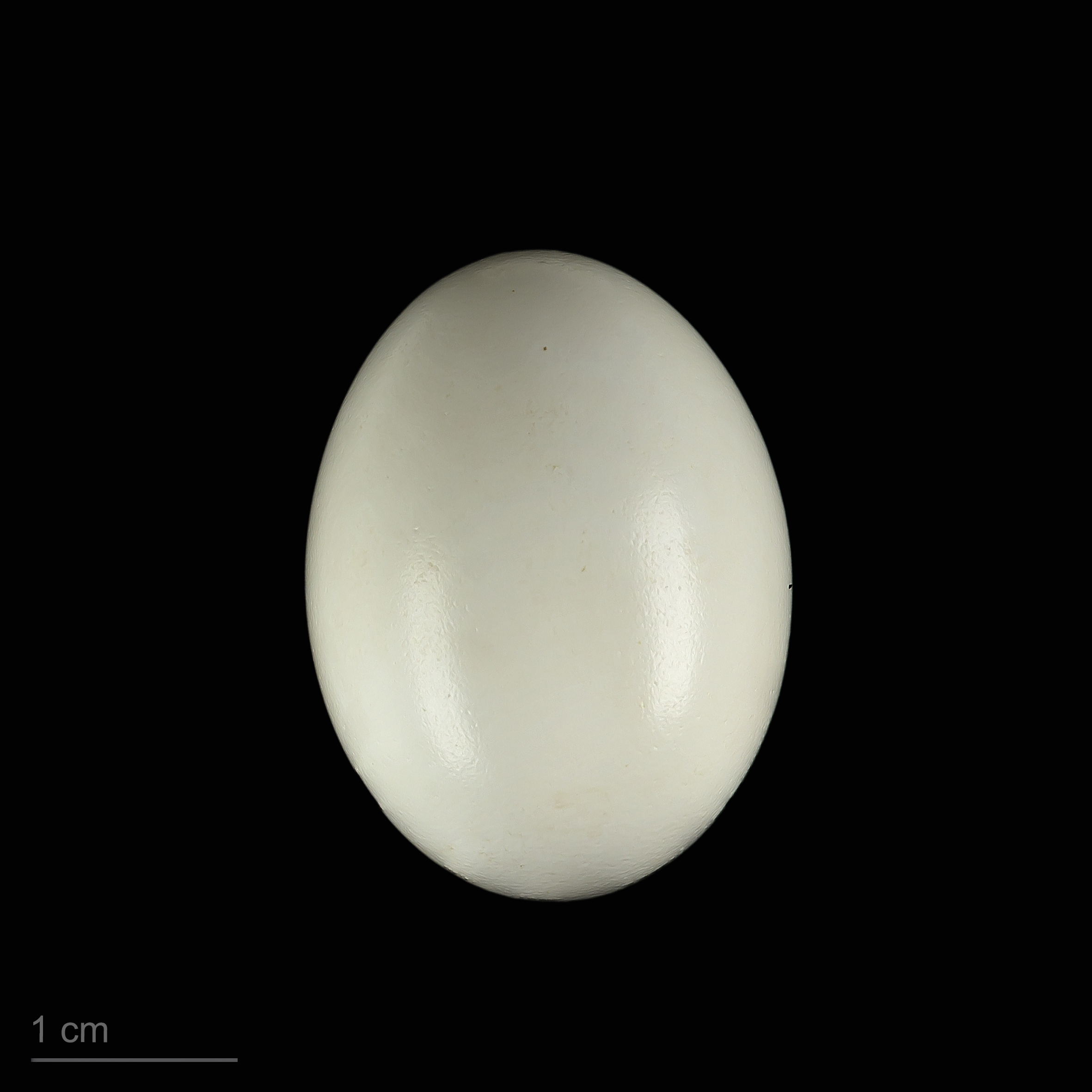
Aratinga jandaya

Vive generalmente solo con la coppia o anche in piccoli stormi tra i 30 e i 50 individui che cercano rifugio e protezione nella foresta primaria. La nidificazione avviene in alberi cavi dove la femmina depone 3-4 uova che inizia a covare dopo la deposizione dell'ultimo
. L'incubazione dura in genere 28 giorni e i giovani s'involano a circa 8 settimane dalla schiusa.